# Église Saint-Germain-le-Scot
Pour les articles homonymes, voir Église Saint-Germain.
L'église Saint-Germain-le-Scot est un édifice catholique, du XXe siècle qui se dresse sur l'ancienne commune de Carteret intégrée au sein de Barneville-Carteret, dans le département de la Manche, en région Normandie.

## Localisation
L'église est située sur le territoire de Carteret commune intégrée à Barneville-Carteret, dans le département français de la Manche. 

## Historique
La première pierre de l'église dédié à Germain le Scot fut posé le 3 août 1902 d'après le plan dessiné par Pol Gosset (1881-1953), architecte à Paris. L'église sera consacrée le mercredi 7 août 1912 par l'évêque de Coutances, Mgr Guérard.

## Description
Sous le maître-autel on peut voir une sculpture de M. Bourdon datée de 1912 représentant le saint patron de la paroisse, Germain le Scot, dont sa tête repose sur une roue à ses pieds le dragon qu'il terrassa jadis se débat, impuissant sous l'étole.